# Auberg
Auberg  ist eine Gemeinde in Oberösterreich im Bezirk Rohrbach im oberen Mühlviertel mit 603 Einwohnern (Stand 1. Jänner 2024). Der zuständige Gerichtsbezirk ist Rohrbach in Oberösterreich.

## Geografie
Auberg liegt auf 595 m Höhe im oberen Mühlviertel. Die Ausdehnung beträgt von Nord nach Süd 4 und von West nach Ost 5,4 Kilometer. Die Gesamtfläche umfasst 12,52 Quadratkilometer. Davon sind 25,6 Prozent bewaldet und 68,8 Prozent der Fläche werden landwirtschaftlich genutzt.

### Gemeindegliederung
Das Gemeindegebiet umfasst folgende Ortschaften (in Klammern Einwohnerzahl Stand 1. Jänner 2024):
- Auberg (88)
- Harafl (50)
- Hehenberg (96)
- Hollerberg (190)
- Iglbach (139)
- Marbach (40)

### Nachbargemeinden
| Rohrbach-Berg | Haslach an der Mühl                         |                      |
| Arnreit       | Kompassrose, die auf Nachbargemeinden zeigt | St. Peter am Wimberg |
|               | Neufelden                                   |                      |

## Geschichte
Ursprünglich im Ostteil des Herzogtums Bayern liegend, gehörte der Ort seit dem 12. Jahrhundert zum Herzogtum Österreich. Seit 1490 wird er dem Fürstentum Österreich ob der Enns zugerechnet.
Während der Napoleonischen Kriege war der Ort mehrfach besetzt.
Seit 1918 gehört der Ort zum Bundesland Oberösterreich. Nach dem Anschluss Österreichs an das Deutsche Reich am 13. März 1938 gehörte der Ort zum Gau Oberdonau. Nach 1945 erfolgte die Wiederherstellung Oberösterreichs.
Ursprünglich war die Gemeinde seit 1850 Teil des Gerichtsbezirks Neufelden, nach dessen Auflösung wurde sie jedoch per 1. Jänner 2003 dem Gerichtsbezirk Rohrbach zugewiesen.

### Einwohnerentwicklung
1991 hatte die Gemeinde laut Volkszählung 618 Einwohner. Wegen der starken Abwanderung sank die Bevölkerungszahl bis 2001 trotz positiver Geburtenbilanz auf 535 Einwohner. Von 2001 bis 2011 waren sowohl Geburtenbilanz als auch Wanderungsbilanz positiv, so dass die Einwohnerzahl auf 593 anstieg. Bis 2021 sank die Einwohnerzahl jedoch wieder auf 572.

## Kultur und Sehenswürdigkeiten
Die kath. Filialkirche St. Georg am Hollerberg steht unter Denkmalschutz (Listeneintrag).

### Unterkagererhof
Der Unterkagererhof im Gemeindegebiet wurde am 20. Juni 1992 als Oberösterreichisches Freilichtmuseum „Obermühlviertler Denkmalhof Unterkagerer“ eröffnet. Eigentümer sind die 42 Gemeinden des Bezirkes Rohrbach. Der „Verein Obermühlviertler Denkmalhof Unterkagerer“ ist als Museumsbetreiber um die Erhaltung und Führung dieses kulturellen Kleinods bemüht. Ziel dieses Vereines ist es, den Besuchern des Unterkagererhofes das Alltagsleben der Vorfahren begreifbar zu machen.
Die wesentliche Bedeutung des Unterkagererhofes liegt in seiner baulichen Einmaligkeit die heute noch so besteht, wie sie vor mehr als 100 Jahren und teilweise sogar vor mehr als 300 Jahren ausgesehen hat. Auch die im Laufe der Zeit entstandenen Renovierungs- und Erneuerungsformen wie z. B. Türen und deren Anstrich sind bereits museale Anschauungsobjekte.
Jedes Jahr gibt es am Unterkagererhof ein umfangreiches Kulturprogramm mit Lesungen, Konzerten, Kindertheater, Hexenmarkt und Veranstaltungen zur Pflege von Brauchtum und altem bäuerlichen Handwerk. Im Zubau befindet sich ein kleiner Seminarraum.

#### Besonderheiten
| - Einschichthof (in der Regel älteres Gründungsdatum als Dorfsiedlungen). - Im Urbar (mittelalterliches Grundbuch) aus 1378 des Stiftes St. Florian bei Linz heißt es unter anderem „… zwei lehen auf der chager …“ - Typischer Vierseithof des Oberen Mühlviertels. - Nord-Ost-Ecke (beim Gemüsegarten): Halbrunder nach außen gebuchteter Mauerteil, unverputzt, aus Feldsteinen bestehend, ist alter Backofen (war früher bei vielen Bauernhäusern in dieser Form vorhanden). Dieser Gebäudeteil samt innen vorhandenem Feldsteingewölbe und offenem Kamin dürfte der älteste Baubestand des Unterkagererhofes sein. - Wohngebäude (Hausstock), älter als das Stallgebäude: - Gestampfter Lehmboden und Gurtbogengewölbe im Vorhaus, das als sogenanntes Durchhaus gestaltet ist, von dem aus alle anderen Wohnräume erreichbar sind. - Holzdecke, sogenannte „Riemlingdecke“ in der Stube; Haupttram mit eingeschnitzter Jahreszahl 1678. - Heizsystem, bestehend aus Kachelofen in der Stube, Backofen vom Vorhaus zu beschicken, „Schwarze Kuchl“ zum Selchen von Fleisch und dem über dem Backofen errichteten zentralen Kamin. - Gewände zu den Stubenfenstern trichterförmig stubenwärts – größtmögliche Lichtsteuerung in der Stube. - Keller links neben Haustüre, Vorrats- und Mostaufbewahrung. - Kuhstall (dürfte vor einigen Jahrzehnten erneuert worden sein): - Monolithische Granitplatten zwischen den Ständen (Platten aus einem einzigen Stein). - Türen- und Fenstergewände des Stalltraktes gediegen aus Granit gearbeitet, während die Fenstergewände des Wohntraktes einfache Steinquadern aufweisen (Wohngebäude aus älterer Epoche als Stalltrakt). - Göpelhütte samt Göpel zum Antrieb der Häckselmaschine (Scheune). - Knechtkammer über dem Schweinestall in der Hofhütte (Schrotgang nordwestlich). - Nördlich des Wohntraktes Getreidespeicher mit eigentümlicher Umbauung aus Holzkonstruktion. |

#### Kulturelle Veranstaltungen
| - Führungen - Hexenmarkt - Irish Night - Lesungen - Rock im Hof - Sakuramachis Sunbeng Festival - Sunnseitn - Hollerbergfest |

## Politik

### Gemeinderat
Der Gemeinderat hat 13 Mitglieder.
- Mit den Gemeinderats- und Bürgermeisterwahlen in Oberösterreich 1997 hatte der Gemeinderat folgende Verteilung: 9 ÖVP, 2 FPÖ und 2 SPÖ.[5]
- Mit den Gemeinderats- und Bürgermeisterwahlen in Oberösterreich 2003 hatte der Gemeinderat folgende Verteilung: 9 ÖVP, 2 FPÖ und 2 SPÖ.[6]
- Mit den Gemeinderats- und Bürgermeisterwahlen in Oberösterreich 2009 hatte der Gemeinderat folgende Verteilung: 9 ÖVP, 2 FPÖ und 2 SPÖ.[7]
- Mit den Gemeinderats- und Bürgermeisterwahlen in Oberösterreich 2015 hatte der Gemeinderat folgende Verteilung: 10 ÖVP, 2 FPÖ und 1 SPÖ.[8]
- Mit den Gemeinderats- und Bürgermeisterwahlen in Oberösterreich 2021 hat der Gemeinderat folgende Verteilung: 10 ÖVP und 3 FPÖ.[9]

### Bürgermeister
Bürgermeister von Auberg ist Andreas  Wolfesberger.
Bürgermeister seit 1850:
- 1850–1860 Franz Habringer
- 1860–1862 Georg Pühringer
- 1862–1890 Franz Pühringer
- 1890–1894 Johann Lindorfer
- 1894–1903 Georg Lindorfer
- 1903–1909 Josef Reiter
- 1909–1913 Johann Kastner
- 1913–1919 Johann Lackner
- 1919–1921 Karl Atzmüller
- 1921–1928 Matthias Eckerstorfer
- 1928–1938 Franz Luger
- 1938–1940 Johann Eckerstorfer
- 1940–1945 Franz Mitter
- 1945–1949 Franz Luger
- 1949–1955 Michael Schürz
- 1955–1973 Johann Höllmüller
- 1973–1979 Othmar Keplinger
- 1979–1997 Josef Stöbich
- 1997–2019 Michael Lehner
- seit 2019 Andreas Jürgen Wolfesberger

### Wappen
Offizielle Beschreibung des 1991 verliehenen Gemeindewappens: In Grün zwei schräggekreuzte Fahnen an schwarzen Stangen; die linke goldene Fahne mit einer grünen Hopfenrebe mit einem Blatt und vier Dolden, die rechte silberne Fahne mit einem durchgehenden roten Kreuz. Die Gemeindefarben sind Grün-Weiß.
Die Fahnenbilder unterstreichen wirtschaftliche und kirchliche Belange der Gemeinde: Die Hopfenrebe würdigt Auberg als das größte Anbaugebiet im Mühlviertel des für die Biererzeugung neben der Gerste wichtigsten Rohstoffes. Die Kreuzfahne nimmt Bezug auf die dem heiligen Georg geweihte Filialkirche Hollerberg.

## Persönlichkeiten

### Ehrenbürger
- 2021: Michael Lehner, Alt-Bürgermeister von Auberg[12]

### Söhne und Töchter der Gemeinde
- Hermann Kepplinger (1951–2023), Politiker (SPÖ) und Finanzdirektor der Stadt Linz